# Aaron Payas
Aaron Payas (24 de mayo de 1985 – ) es un futbolista gibraltareño que actualmente (abril de 2017) juega en la Primera División de Gibraltar con el equipo de Manchester 62, así como en la selección nacional, donde actúa como centrocampista.

## Carrera internacional
Payas fue convocado a la selección por primera vez en febrero de 2014, para jugar los partidos amistosos contra Islas Feroe y Estonia el 1 y 5 de marzo de 2014. Hizo su debut en la derrota, por 4–1, frente a Islas Feroe el 1 de marzo de 2014. Su segunda aparición fue en la derrota, por 2–0, frente a Estonia el 5 de marzo de 2014.

### Goles internacionales
Lista de goles y resultados de Gibraltar del portal National Football Teams.
| No. | Fecha   | Estadio, ciudad                     | Rival    | Gol | Res. | Torneo                   |
| --- | ------- | ----------------------------------- | -------- | --- | ---- | ------------------------ |
| 1   | 29/6/09 | Solvallen, Eckerö, Åland            | Frøya    | 8–0 | 8–0  | Juegos de las Islas 2009 |
| 2   | 27/6/11 | Peter Henry, Brading, Isla de Wight | Ynys Môn | 1–0 | 6–3  | Juegos de las Islas 2011 |

## Vida privada
Aparte de ser futbolista, Aaron es miembro de Hassans, el estudio de abogados más grande de Gibraltar.